# Panu Aaltio
 (novembre 2022).
Panu Aaltio est un compositeur de musiques de films finlandais, né le 29 janvier 1982 à Nurmijärvi (Uusimaa).

## Biographie
Panu Aaltio fait ses études à l’académie Sibélius en Finlande, puis à l’université de Californie du Sud où il a étudié au Scoring for Motion Pictures and Television. Il s’est imposé comme compositeur de musiques de films avec The Home of Dark Butterflies (2008).
Retourné en Finlande, il s’est établi comme compositeur de long-métrages, de séries télévisées et de jeu vidéo. Sa musique la plus connue en France est la bande originale de Alvin super-hamster (2018).
Il est également connu pour les partitions des films Paladin, le dernier chasseur de dragons (2011), Les Moomins sur la Riviera (2014), Les Aventuriers du vaisseau perdu (2021), Tale of the Sleeping Giants (2021) et la suite de Alvin Super Hamster : Supermarsu 2 (2022).
Il fait partie de la nouvelle génération de compositeurs de musiques de films. Le compositeur possède un site officiel.
En marge de son activité de compositeur, Panu Aaltio a réalisé un court-métrage, Cursed Forest 4, en 2004.

## Filmographie

### Cinéma
- 2009 : La Maison des Papillons Noirs (Tummien perhosten koti/The Home of Dark Butteflies) de Dome Karukoski
- 2011 : Hella W de Juha Wuolijoki
- 2011 : Paladin : Le dernier chasseur de dragons (Dawn of the Dragonslayer) d'Anne K. Black
- 2012 : Tales of a Forest (Metsän tarina) de  Kim Saarniluoto - Ville Suhonen
- 2013 : World of Saga: Les Seigneurs de l'Ombre (SAGA - Curse of the Shadow) de John Lyde
- 2014 : Les Moomins sur la Riviera (Muumit Rivieralla) de Xavier Picard et Hanna Hemilä
- 2014 : The Island of Secrets (Lomasankarit) de Taavi Vartia
- 2016 : Tale of a Lake (Järven tarina) de Marko Röhr
- 2017 : 95 d'Aleksi Mäkelä
- 2018 : Alvin super hamster (Supermarsu) de Joona Tena (connu sous le titre Super Furball )[12]
- 2020 : Peruna de Joona Tena
- 2021 : Les Aventuriers du vaisseau perdu (Pertsa & Kilu) de Taavi Vartia
- 2021 : Tale of the Sleeping Giants (Tunturin tarina) de Marko Röhr
- 2022 : The Twin de Taneli Mustonen
- 2022 : Supermarsu 2 de Joona Tena
- 2022 : 5000 Blankets d'Almin Matalqa

## Discographie
- 2009 : The Home Of Dark Butterflies (MovieScore Media – MMS-09005)[13]
- 2011 : Hella W (Ratas Music Group – RATAS 0411)
- 2012 : Dawn Of The Dragonslayer (MovieScore Media – MMS-12002)[14]
- 2013 : Tale Of A Forest (MovieScore Media – MMS-13003)[15]
- 2015 : The Island Of Secrets (MovieScore Media – MMS15002)[16]
- 2016 :  Tale of a Lake (MovieScore Media – MMS16002)[17]
- 2018 : 95 (Quartet Records – QR334)[18]
- 2018 : Super Furball (Quartet Records QR325)[19]